# モリー・カザン
モリー・デイ・カザン（Molly Day Kazan, [kəˈzæn] kə-ZAN; 旧姓: サッチャー《Thacher》; 1906年12月16日 - 1963年12月14日）は、アメリカ合衆国の劇作家である。映画及び舞台監督のエリア・カザンの最初の妻として知られる。

## 生涯
モリー・デイ・サッチャーはニュージャージー州サウスオレンジで、エマ・セシリア（Emma Cecelia, 旧姓: エルケンブレッチャー《Erkenbrecher》）と弁護士のアルフレッド・ボーモント・サッチャー（Alfred Beaumont Thacher）のあいだに生まれた。祖父母はエリザベス・デイ（Elizabeth Day）と古典学者で大学アドミニストレーターのトーマス・アンソニー・サッチャー、叔父は弁護士のトーマス・サッチャーである。

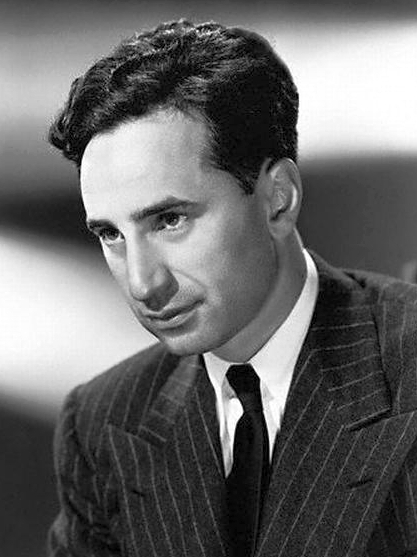
モリーの夫で監督のエリア・カザン

彼女はヴァッサー大学卒業後にイェール大学演劇学校に2年間通い、そこでエリア・カザンと出会った。当初、彼女はエリアの友人でルームメイトのアラン・バクスターと交際していたが、後に別れてエリアと付き合い始めた。モリーとエリアは1932年に結婚した。
モリーは1962年5月に辞職するまでの数年間にわたってアクターズ・スタジオの脚本部門の責任者を務めていた。
1949年、彼女はミュージカル劇『シバの女王』の脚本を執筆した。彼女は1957年には戯曲『The Egghead』を執筆し、これはブロードウェイのエセル・バリモア・シアターで21回上演された。この劇の演出はヒューム・クローニンが務めた。1960年には一幕劇の『Rosemary』、『The Alligator』を執筆した。
夫のエリアはコンスタンス・ドーリングやマリリン・モンローなどとの数々の不倫関係があり、モリーとの間に亀裂が生じていた。エリアはナルシストとも評されており、モンローとの不倫を認めた後のモリーに宛てた手紙には、「もし私と離婚するつもりならば、はっきり言っておくが、いずれ私はまた結婚して子供をもうけるだろう。私は家族を大切にする男であり、家族を望んでおり、その点では私は素晴らしい人物だ。君がどう判断しようと私は気にしない。私は君や他の誰よりも、まわりの世界（我々）をはるかにはっきりと見ているだろう」と書いていた。夫婦は離婚せず、モリーはエリアの仕事生活に大きな影響を与えた。
彼女は57歳の誕生日を迎える2日前の1963年12月14日に、ニューヨークのベレヴュー病院で脳内出血により亡くなった。彼女の葬儀はセント・クレメント・プロテスタント・エピスコパル教会で行われ、400人以上が参列した。彼女は夫と、後に劇作家となるニコラス・カザンを含む4人の子を遺して亡くなった。孫娘のゾーイとマヤはいずれも女優である。

## 関連文献
- Who’s Who of American Women, 1st ad. (1958–59), p. 679 (re Molly Thacher Kazan)
- Yale University Obituary Record of Graduates Deceased During the Year Ending July 1, 1928, pp. 58–59 (re Alfred Beaumont Thacher)
- Biographical and Historical Record of the Class of 1835 in Yale College for the Fifty Years from the Admission of the Class to College (1881), pp. 165–68 (re Thomas Anthony Thacher)
- C. T. Cobb, L. E. Thacher, & D. W. Allen, Genealogy and Biographical Sketches of the Descendants of Thomas and Anthony Thacher (1872), pp. 12–15.